# Fatty's Debut
Fatty's Debut er en amerikansk stumfilm fra 1914 instrueret af Roscoe "Fatty" Arbuckle.

## Medvirkende
- Roscoe 'Fatty' Arbuckle
- Minta Durfee
- Al St. John